# Bunnell
Bunnell är administrativ huvudort i Flagler County i Florida. Orten har fått sitt namn efter grundaren Alva A. Bunnell. Flagler County grundades år 1917 och Bunnell utsågs till huvudort.

## Kända personer från Bunnell
- Eddie Johnson, fotbollsspelare